# Hard Rope & Silken Twine
Hard Rope & Silken Twine è l'ultimo album (del primo periodo) della The Incredible String Band (il gruppo si riformerà alla fine degli anni novanta), pubblicato dalla Island Records nel marzo del 1974. Il disco fu registrato nel dicembre del 1973 al Sound Techniques .

## Tracce
Lato A
1. Maker of Islands – 6:01 (Mike Heron)
2. Cold February – 5:46 (Robin Williamson)
3. Glacing Love – 4:00 (Malcolm Le Maistre, Mike Garson)
4. Dreams of No Return – 5:20 (Robin Williamson)
5. Dumb Kate – 3:21 (Mike Heron) – Registrato dal vivo all' Oxford

Lato B
1. Ithkos – 19:23 (Mike Heron)

## Musicisti
- Robin Williamson - chitarra acustica, oud, mandolino, fiddle elettrico, flauto alto, flauto, fischietto (whistle), congas, voce
- Mike Heron - chitarra acustica, chitarra elettrica, sitar, organo, pianoforte, voce
- Malcolm Le Maistre - voce
- Stan Lee - basso, chitarra pedal steel, moog (programming), voce
- Graham Forbes - chitarra elettrica
- Danny Thompson - contrabbasso (solo nel brano: Dreams of No Return)